# Frohnloh
Frohnloh (eigentlich Fronloh) ist eine Siedlung bei Gauting, die zur Gemeinde Krailling im Landkreis Starnberg gehört.

## Geschichte
Der Weiler ist eine Gründung der Grafen von Andechs im Hochmittelalter. Die früheste Erwähnung von fronnloch datiert ins 14. Jahrhundert. Im 16. Jahrhundert gehörten die drei Höfe in Fronloh ebenso wie Garatshausen und Feldafing dem Landadeligen Kaspar Weiler. 1565 erhielt er für seine Weiler das Hofmarksprivileg. Im Jahr 1694 wurde die Hofmark zwischen den Armansperg (später: Soyer) und Schrenk aufgeteilt. 1720/21 gelangte die gesamte Hofmark in den Besitz der Ruffin zu Planegg. 1817 gehörte die Hofmark dem Grafen Thürheim und von 1825 bis zur Revolution 1848 den von Hirsch.
Nach dem Zweiten Weltkrieg wurde der Ort stark besiedelt, wobei die alten Dorfstrukturen auch heute noch deutlich erkennbar sind. Heute gehört Fronloh zu Krailling.

## Bauwerke
- Filialkirche St. Nikolaus, geweiht 1715